# Pascal Dorival
Pour les articles homonymes, voir Dorival.
 (décembre 2021).
Pascal Dorival, né le 17 avril 1949 à Neuilly-sur-Seine, est un syndicaliste étudiant et responsable politique, associatif et mutualiste français.

## Biographie

### Activités syndicales, politiques et d'économie sociale
Étudiant à Sciences Po Paris, il milite au sein de l'organisation de jeunesse du PSU, les Étudiants socialistes unifiés (ESU) et à l'UNEF. En 1969, il entre au bureau national de cette organisation étudiante, où il assure la vice-présidence universitaire. Il est aussi membre du conseil d'administration de la MNEF où il est secrétaire de rédaction de la revue Recherches universitaires.
Il quitte cependant toute responsabilité aux ESU et à l'UNEF fin 1970, étant en désaccord avec la décision de la direction du PSU de désolidariser les ESU de l'UNEF 
Il reste cependant actif au PSU.
En 1971, au congrès de Lille, il est dans l'opposition au bureau national de Michel Rocard. Devant la gravité de la crise que traverse le PSU, il propose en 1972 à Michel Rocard de préparer un nouveau congrès par une commission qui réunirait à parité majorité et opposition. Cette commission prépare un manifeste qui sera adopté en décembre 1972 au congrès de Toulouse . Il entre au bureau national du parti, avec la responsabilité de la formation des militants. Il assurera en cinq ans la parution de plus de vingt numéros de PSU Documentation , et organisera chaque année deux stages d'été de formation rassemblant chacune de soixante à cent participants.
En 1974, il défend le soutien du PSU à François Mitterrand dès le premier tour de la présidentielle.[réf. souhaitée]
Cette même année, il présente avec André Barjonet et François Peronnet un texte au conseil national d'Orléans (octobre 1974) qui réunit les suffrages de 25 % des militants et qui met en minorité Michel Rocard et la direction du PSU. Il entre au secrétariat national.[réf. souhaitée]
En 1977 et 1978, il est permanent du PSU, avec la responsabilité de l'organisation des campagnes électorales, et notamment celles des municipales[source insuffisante], puis des législatives[source insuffisante]. Il quitte cependant ses responsabilités nationales en 1979.
Entre 1984 et 1986, il est conseiller technique au cabinet d'Huguette Bouchardeau, secrétaire d'État, puis ministre de l'environnement, où il est chargé des relations avec le Parlement et de la communication.
Il quitte le PSU en même temps qu'elle.
Sur cette période de la vie du PSU, on se réfèrera utilement[style à revoir] aux chapitres 12 à 17 de l'ouvrage que Bernard Ravenel a consacré au PSU.
Il recentre ses activités sur :  
- l'activité associative locale, à Meudon où il crée un habitat autogéré[13],[14], une crèche parentale. Il milite à l'école d'éducation nouvelle La Source[15], à son association des parents d'élèves et au conseil d'administration de l'AEN (association pour l'éducation nouvelle) qui gère l'école. Il en sera président de 1998 à 2003[16]. Il crée avec Jean-Yves Barrère "Citoyens de Meudon" qui présente une liste "civique" aux élections municipales de 1989. En 1995, "citoyens de Meudon" conclut un accord avec la gauche meudonnaise, pour une liste paritaire, pour moitié des militants associatifs, pour moitié des militants des partis de gauche (à noter aussi[style à revoir] une parité hommes- femmes) qui réunira près de 45 % des suffrages.

* l'activité dans l'économie sociale, notamment au sein du Centre des jeunes dirigeants de l'économie sociale (CJDES) qu'il présidera en 1996-1997 et de la MACIF, dont il sera un militant actif en Ile-de-France (membre du comité régional et délégué national). Il est administrateur de 2005 à 2015. Il crée en 2003 l'ADES qu'il présidera, afin de rassembler les élus MACIF issus des associations, mutuelles et coopératives (15 % des élus de la MACIF). L'ADES, très active, a permis la multiplication des partenariats entre la MACIF et de grands acteurs de l'économie sociale, comme le Groupe UP, l'UNA, la FONDA, la Ligue des Droits de l'Homme, France bénévolat, la CLCV, etc. Il participera à divers conseils d'administration pour y représenter la MACIF comme MACIFILIA, Macif Avantages et Services, BPCE assurances, ESFIN/IDES, SERENA, l'Union d'économie sociale QUALIDOM à Lyon.[réf. souhaitée]

### Vie professionnelle
1986 - 1992 : Délégué Général du Centre des Jeunes Dirigeants de l'Économie sociale. Il y organise de nombreuses rencontres, colloques, manifestations, universités, dont il assurera la publication dans Les Dossiers de la Lettre de l'Économie sociale,. À la demande de la commission nationale d'évaluation du RMI, il participe à un rapport sur le rôle des associations dans le RMI. Le CJDES mène de nombreux travaux sur les entreprises d'insertion.[source insuffisante]
Dans le cadre d'un mandat d'ESFIN - IDES, de 1993 à 1996, il dirige le groupe d'édition La Découverte/Syros/L'Atelier, dont il organise la restructuration.
1996 - 2010 : Directeur général de Chèque Domicile. Dans le cadre du groupe Chèque Déjeuner (Groupe UP), il crée la filiale Chèque Domicile, émetteur de Titres Emploi Services, puis, à partir de 2005, de CESU (Chèque emploi service universel). Il propose en 2002 à Madame Paulette Guinchard-Kunstler, secrétaire d'État aux personnes âgées un dispositif expérimental, le Chèque Domicile Liberté, permettant aux personnes âgées de participer à des activités extérieures.
En 2005, il siège au Conseil d'Administration de l'Agence nationale des services à la personne, établissement public national créé par la loi du 26 juillet 2005, en tant que Représentant des émetteurs du CESU. Il est auditionné à deux reprises par le Conseil économique, social et environnemental sur les services à la personne,.[source insuffisante]
En 2014, à l'occasion du centenaire de la naissance de son père Bernard, il aide à la préparation d'un exposition "Bernard Dorival, de Champagne à Zao Wou-KI" qui se tient au Musée national de Port Royal, puis au Musée de Meudon. Il participe à la préparation du catalogue,.

## Publications
- Agence nationale pour le développement de l'éducation permanente, "Création d'activités, création d'emplois et formation continue", ouvrage coordonné par André Voisin en collaboration avec MM Alain Ballier, Pascal Dorival et Christian Pichot, ADEP, Paris, 1979, 158 pages.
- Ouvrage collectif : Jean Mitoyen, "C'est dur d'être de gauche, surtout quand on n'est pas de droite", Préface Huguette Bouchardeau, Paris, Syros, 1985, 236 pages.
- Rémi Lejeune, "Réussir l'insertion", préface de Claude Evin et Bernard Kouchner, Paris, Syros, 1988, 185 pages, direction de la publication.
- "Le PSU tente de revenir prendre place dans le champ politique", pages 219 à 226, dans l'ouvrage coordonné par Jean‐Claude Gillet et Michel Mousel, Parti et mouvement social : le chantier ouvert par le PSU, 393 pages, L’Harmattan, mars 2012[30].
- Pascal Dorival, "Catalogue de la collection d'œuvres d'art de Bernard Dorival", Paris, 2017, 234 pages,  (ISBN 978-2-9566182-0-1).
- "L'université du 6ème plan : capital, idéologie, civisme", Recherches universitaires n°4, 1971, pages 57 à 71.
- "Participer, c'est pas de la tarte", Autrement "Ainsi change l'école : l'éternel chantier des novateurs", sous la direction de Bernard Montelh, série Mutations n°136, mars 1993, pages 237 à 243.
- "Les cinquante ans de la Sécurité sociale : un peu de mauvaise humeur", RECMA n°258, Paris, 1995.
- "Économie sociale, le tourment", RECMA n° 262, Paris, 1996.
- "L'économie sociale : un secteur d'avenir ?", sous la direction d'Eric Bidet, "une nécessaire refondation" pages 39-41 (reprise de l'article "l'économie sociale, le tourment", Problèmes politiques et sociaux n°798, 27 février 1998, 80 pages, La Documentation française
- "Des entreprises au service des hommes", Hommes et Migrations n°1156, juillet 1992.
- "Une économie sociale pour le temps de crise", Économie et Humanisme n°330, octobre 1994.
- "Rêveries d'un entrepreneur solidaire", Transversales Sciences Culture n°68, avril 2001[31].

## Filmographie
- Pascal Dorival : l’économie sociale. Le défi de la libre entreprise collective et démocratique, conférence à l'Université populaire d'Eymoutiers, juin 2018[32].